# Michel Anguier
Michel Anguier, né le 28 septembre 1612 à Eu, et mort le 11 juillet 1686 à Paris, est un sculpteur français.

## Biographie
Michel Anguier a étudié avec son frère ainé, le sculpteur François Anguier (1604-1669), jusqu’à leur voyage à Rome. Il y est resté dix ans et y fut l’ami d'Alessandro Algardi, Nicolas Poussin et François Duquesnoy. Il lui est attribué la sculpture de  L'Allégorie de la Justice, qui se trouve sur le côté gauche du tympan du grand autel de l'église Saint Jean-Baptiste des Florentins (San Giovanni Battista dei Fiorentini), à Rome. 
Revenu à Paris en 1651, il travaille avec son frère au mausolée d'Henri, duc de Montmorency, à Moulins. Il a été professeur à l’Académie royale de sculpture. Il travailla pour Nicolas Fouquet dans sa propriété de Saint-Mandé, où une galerie des sculptures mettait particulièrement bien en valeur ses œuvres monumentales. 
Michel Anguier a sculpté une Amphitrite pour Versailles, les bas-reliefs de la porte Saint-Denis, à Paris, de nombreuses sculptures du Val-de-Grâce, ainsi que la Nativité qui décore le maître-autel de ce monument.

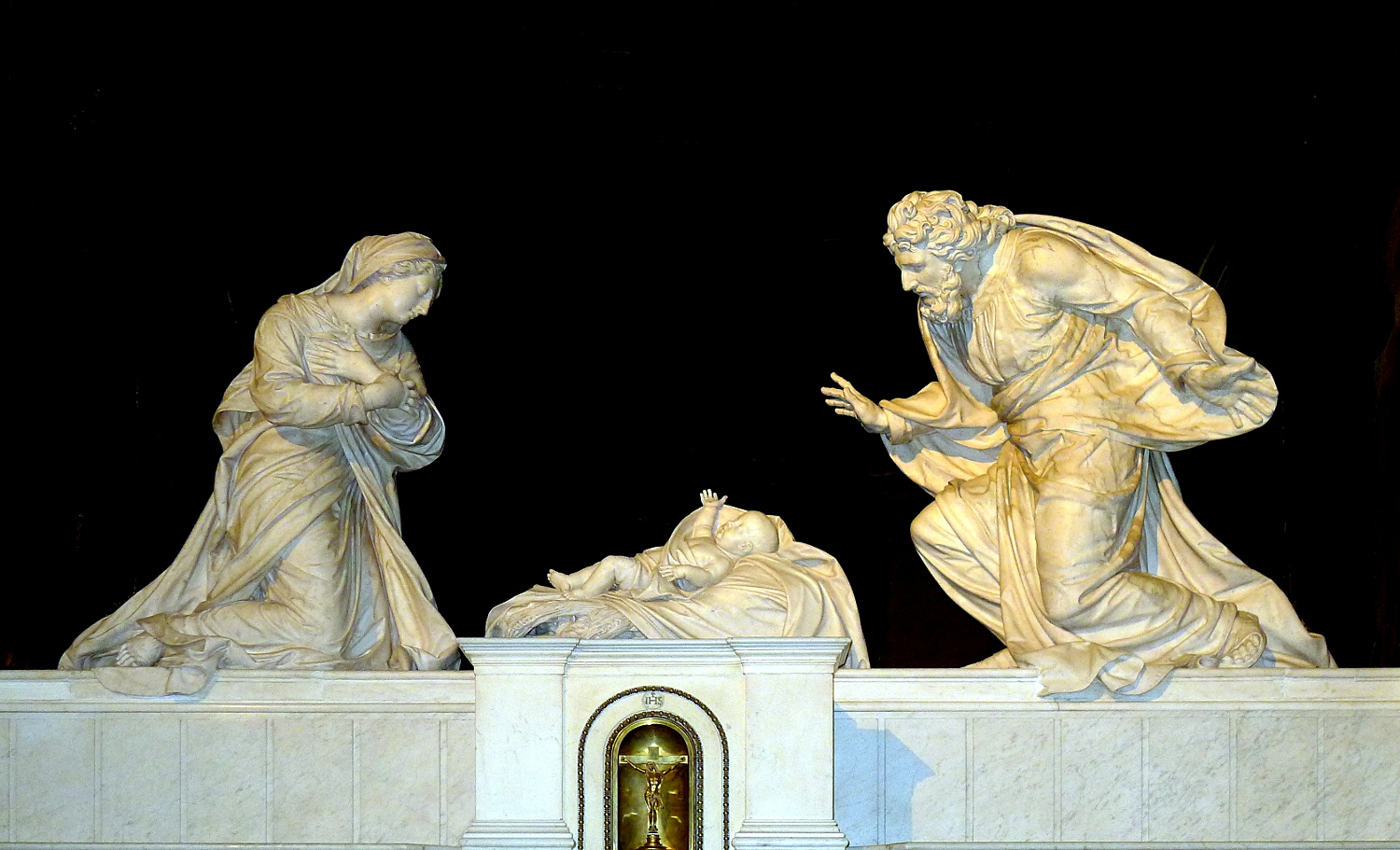
"Nativité du Val-de-Grace" actuellement à l'église Saint-Roch (Paris).

Il a également décoré les appartements d'été d'Anne d'Autriche au palais du Louvre. Sa Nativité, qui se trouve à l'église Saint-Roch de Paris, est considérée comme son chef-d’œuvre.
Le 30 mai 1676, il est témoin au contrat de mariage de son frère Guillaume Anguier, peintre ordinaire du Roi, demeurant à Paris à la maison royale des Gobelins au faubourg Saint-Marcel, et Catherine Goulliard.
Il est l'auteur des sculptures pour l’autel de église Saint-Denis-de-la-Chartre à Paris, un crucifix en marbre pour le maître-autel de la Sorbonne et les statues de Pluton, Cérès, Neptune et Amphitrite des jardins de Versailles. La statue de L'Hiver du jardin du Luxembourg à Paris lui est attribuée. Le musée du Louvre abrite une sculpture d’Hercule aidant Atlas à supporter le globe terrestre et quatre statuettes en bronze offertes à Louis XIV par André Le Nôtre en 1693 : Jupiter, Junon, Amphitrite et Mars quittant les armes.

## Hommages, postérité
Le lycée d’enseignement général de sa ville natale d’Eu a reçu son nom.

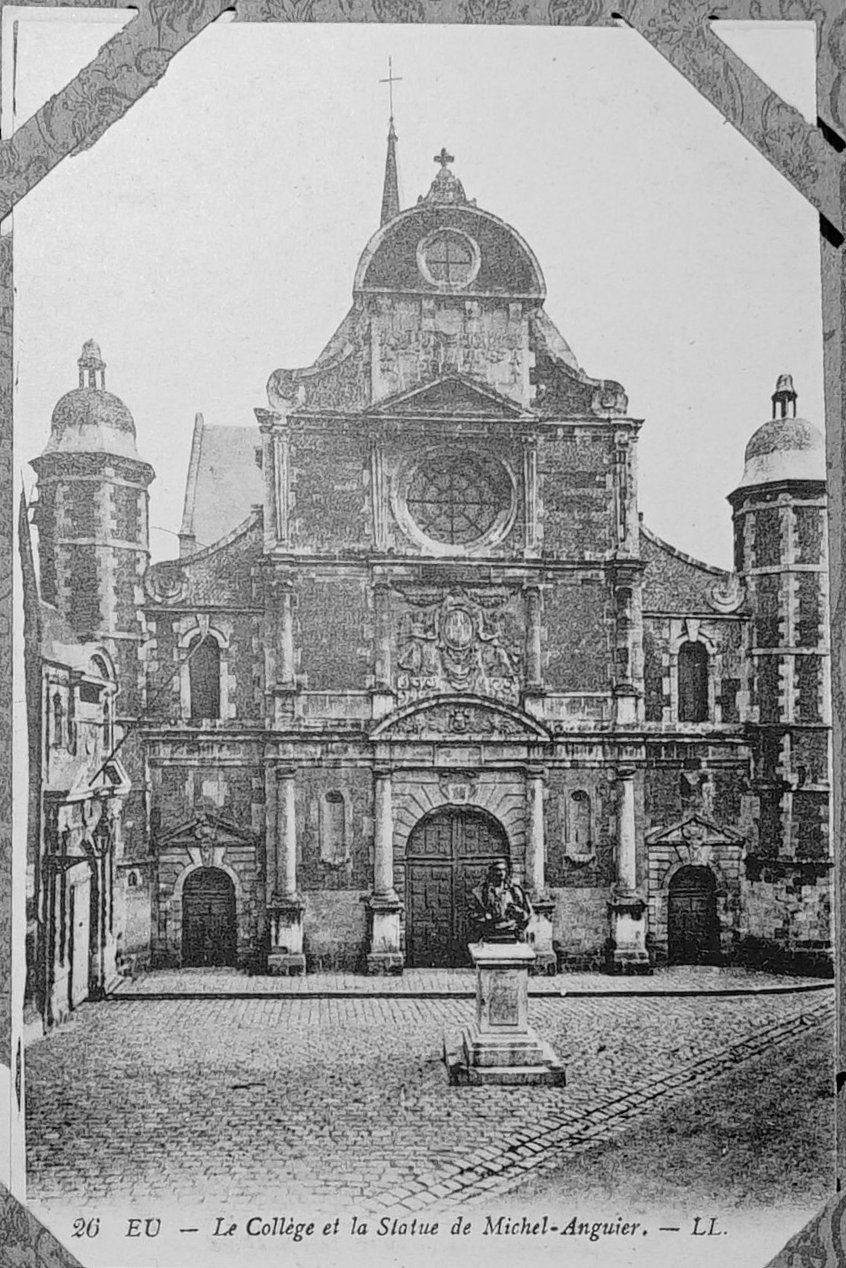
Son buste au château d'Eu.

Un Monument à Michel Anguier d'Eugène Bénet a été inauguré en 1908 à Eu. Le buste en bronze a été remplacé par un buste en pierre à une date indéterminée.
Une statue de pierre de Joseph Tournois représentant Michel Anguier orne l'escalier d'entrée du musée des beaux-arts de Rouen.

## Œuvres

Œuvres de Michel Anguier
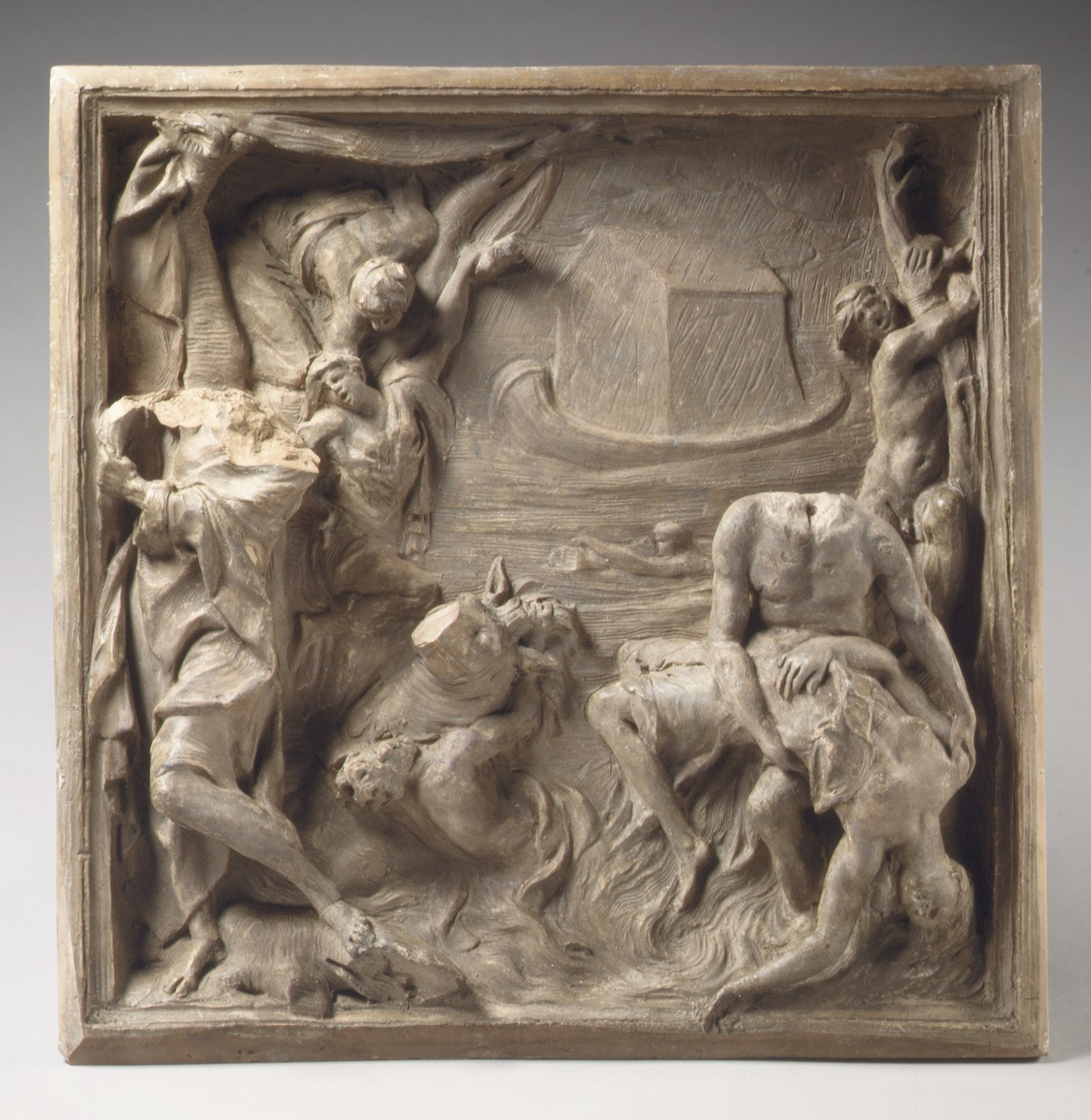
Le Déluge, 1648-1649, New York, Metropolitan Museum of Art.
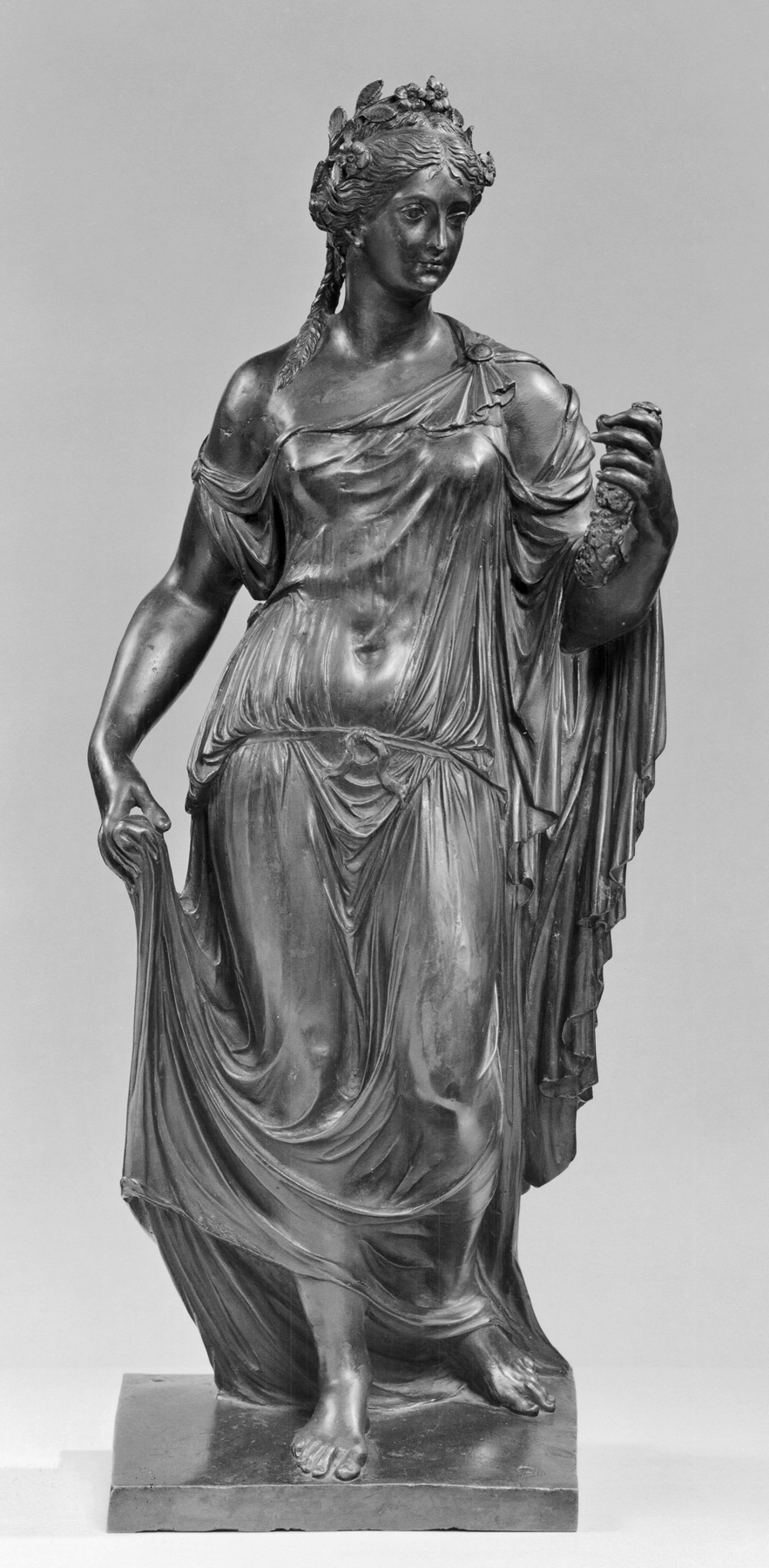
Flora, 1650-1680, Baltimore, Walters Art Museum.
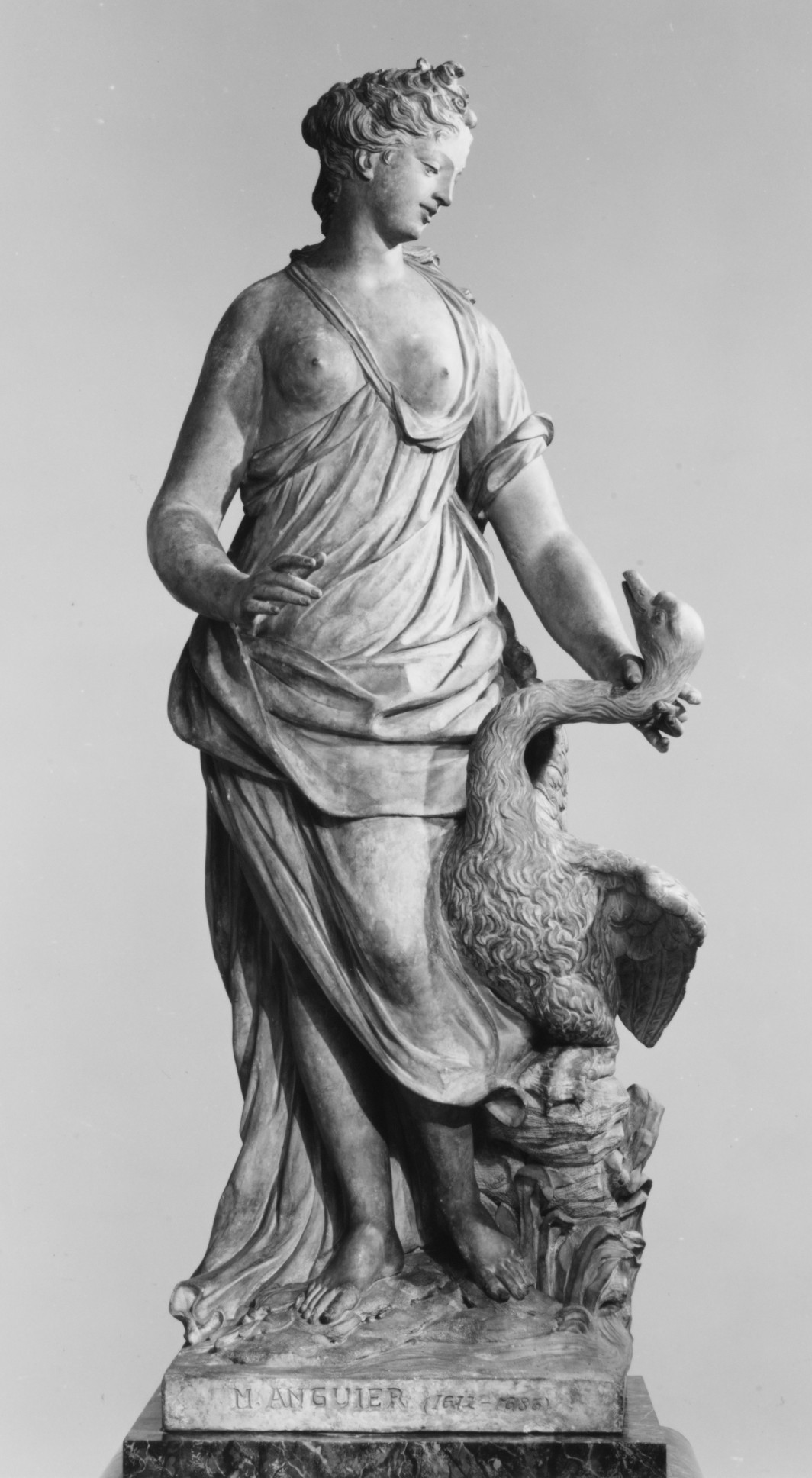
Léda et le cygne, 1654, New York, Metropolitan Museum of Art.
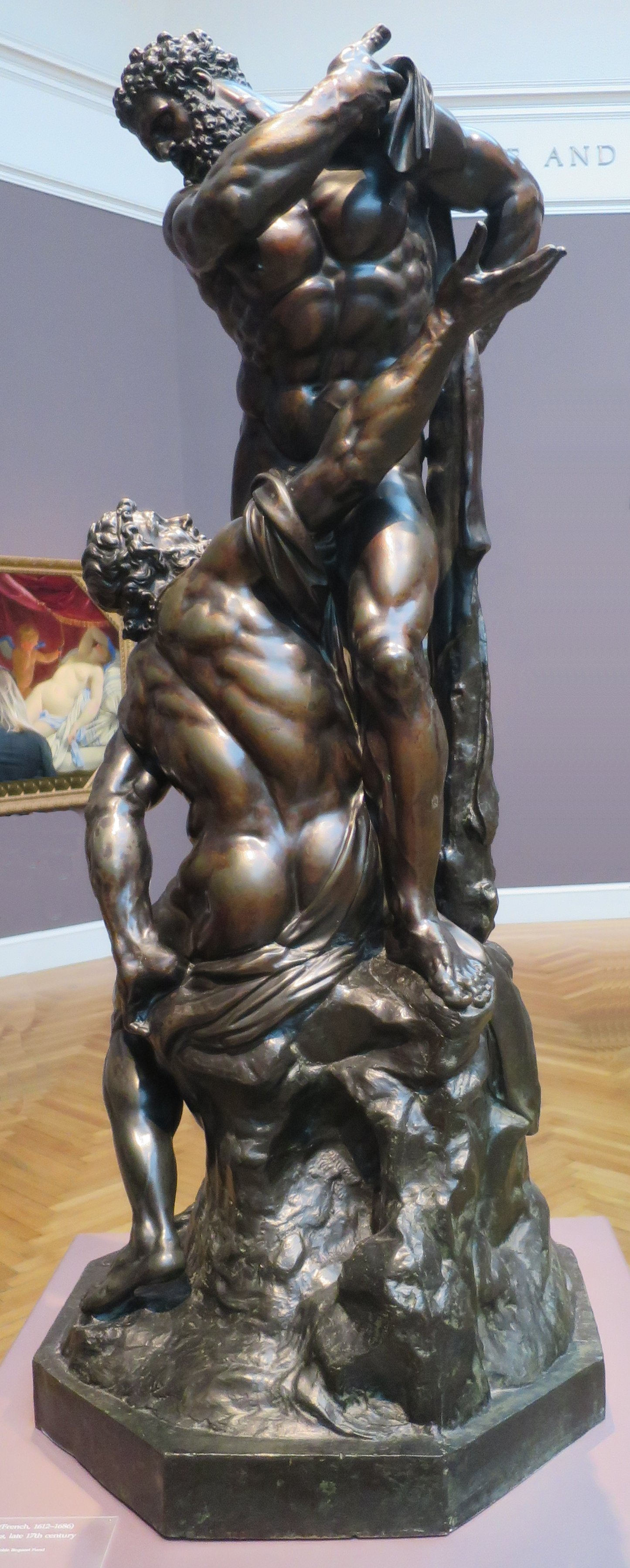
Hercules et Atlas, 1668, San Francisco, California Palace of the Legion of Honor.
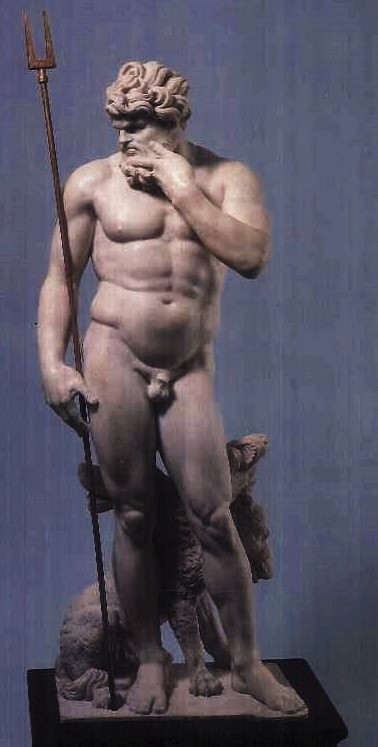
Pluton et Cerbère (attribution), 1669, marbre, localisation inconnue.
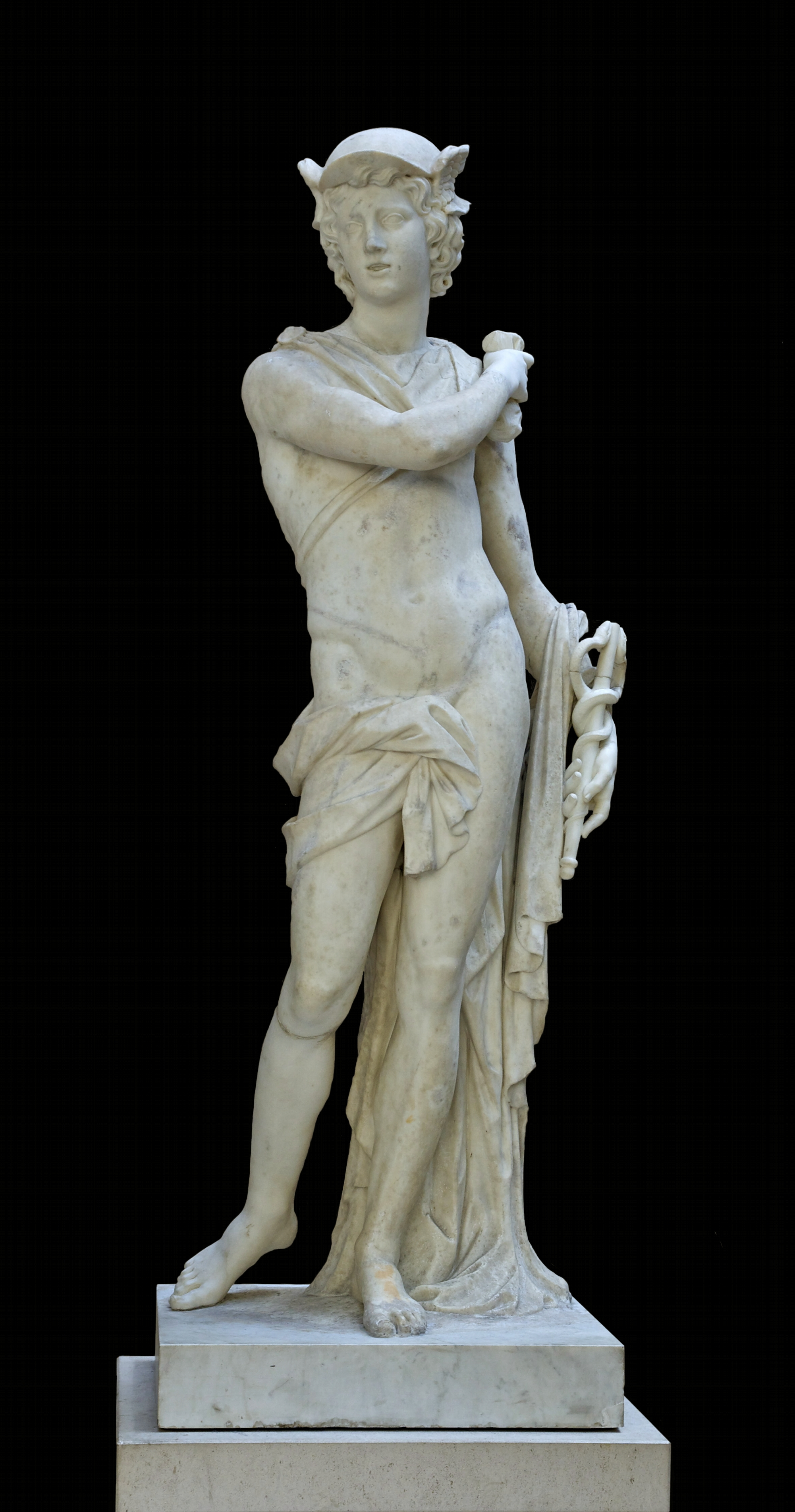
Mercure, 1698, Paris, musée du Louvre.
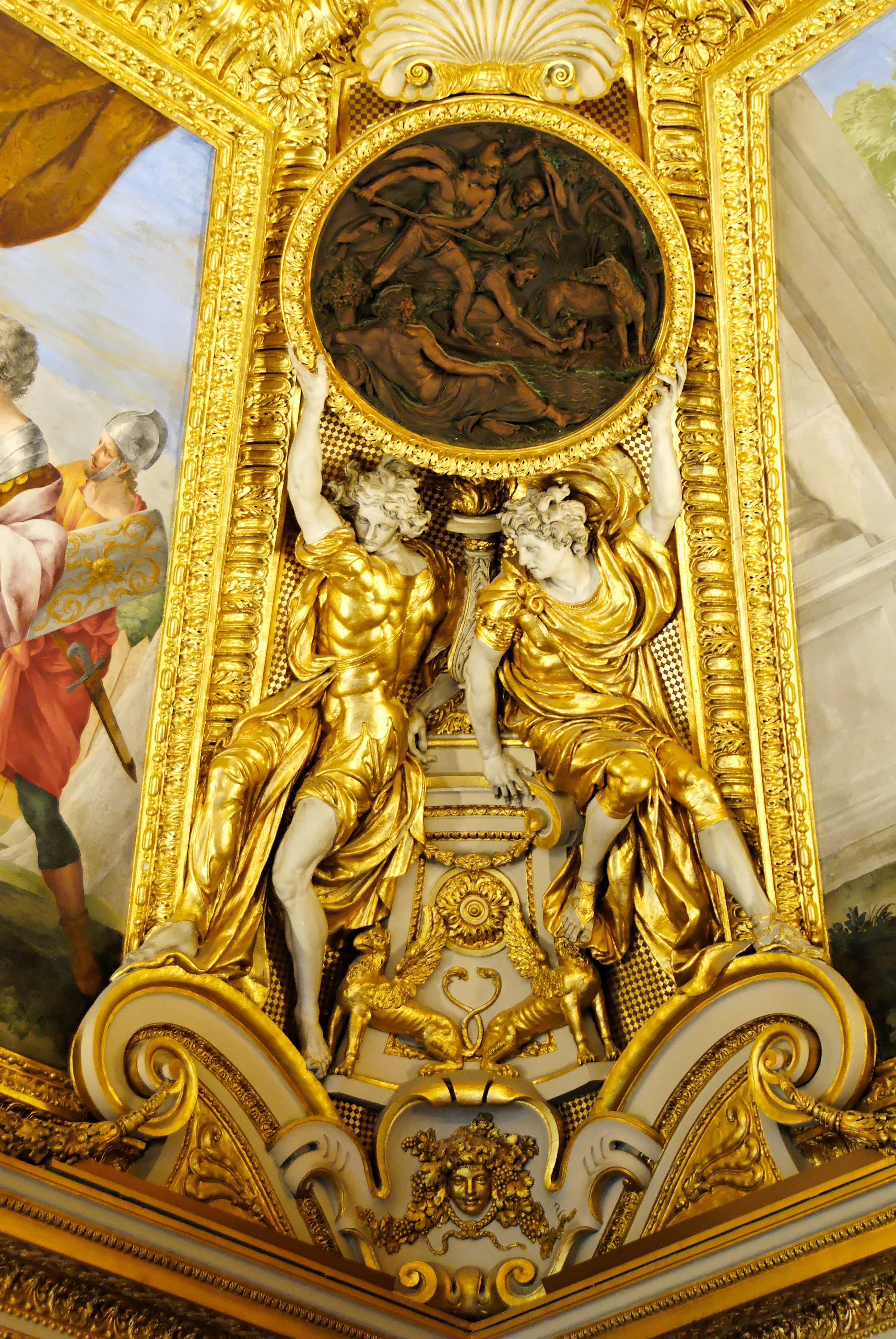
Romulus et Remus allaités par la louve, médaillon et bas-relief en stuc, Paris, palais du Louvre, grand cabinet de la reine.

## Conférences à l'Académie royale de peinture et de sculpture
- Michel Anguier, « Michel Anguier sculpteur (1614-1686) sur  L'art de traiter les bas-reliefs », dans Conférences de l'Académie royale de peinture et de sculpture recueillies, annotées et précédées d'une étude sur les artistes écrivains par Henry Jouin (lire en ligne), p. 108-114

## Famille

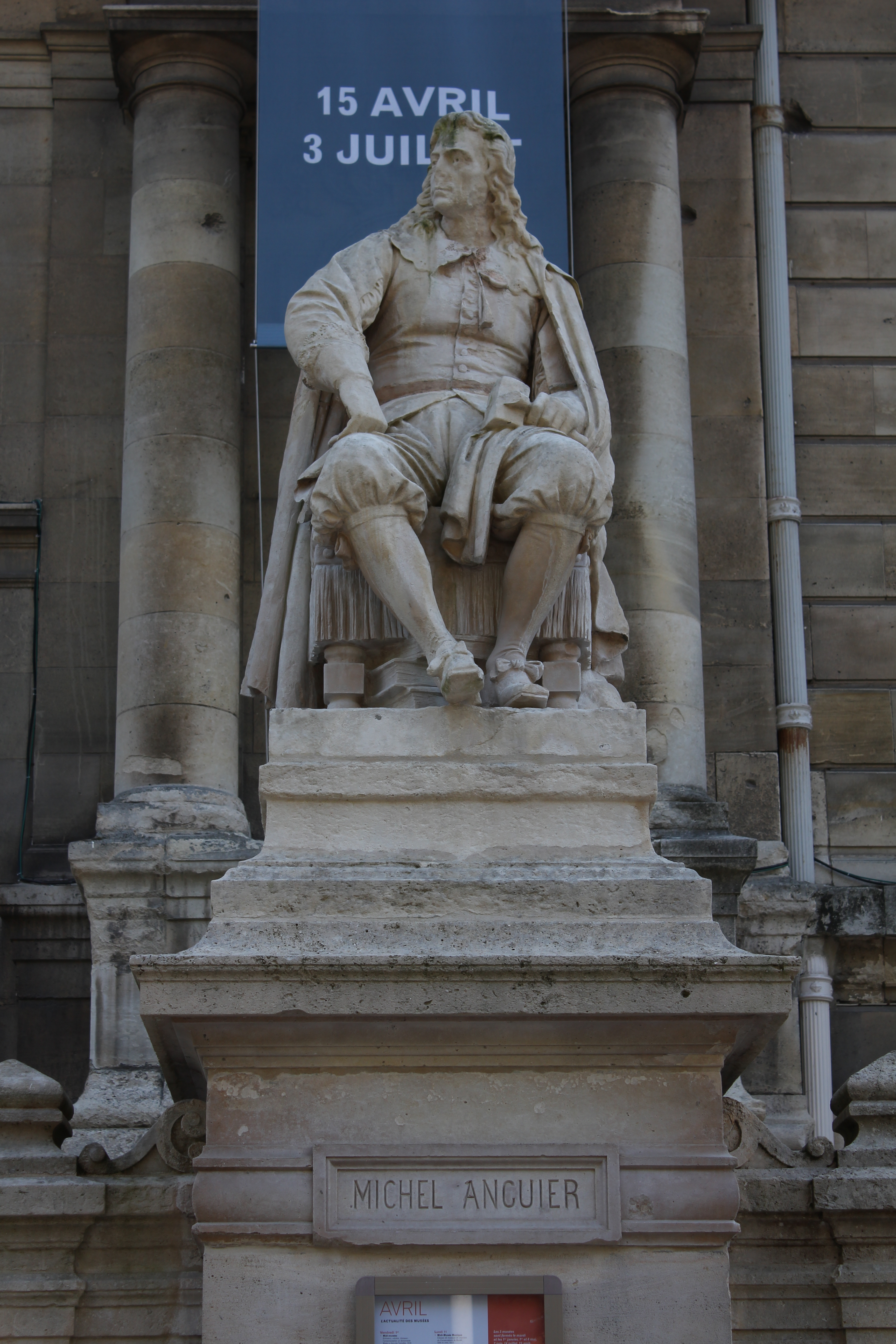
Joseph Tournois, Michel Anguier, musée des Beaux-Arts de Rouen.

- Honoré Anguier, maître menuisier à Eu, marié à Catherine Riollé,
  - François Anguier,
  - Michel Anguier marié à Marguerite Dubois,
    - Suzanne Anguier mariée à Pierre de Rosset,
    - François Anguier, avocat au parlement,
    - Catherine Anguier,
    - Magdeleine Anguier,

  - Guillaume Anguier marié en premières noces avec Claude Geny, et en secondes noces, en 1676, avec Catherine Goulliard,
    - Catherine Anguier mariée en 1678 à Dominique Cucci, ébéniste du roi,

  - Catherine Anguier,
  - Geneviève Anguier.